# Хочу як Бріджет (фільм)
«Хочу як Бріджет» — кінофільм режисера Аньєс Обад'я, який вийшов на екрани в 2013 році.

## Зміст
Жозефіні близько тридцяти. У цьому віці кожній жінці вже хочеться знайти свою другу половинку і серйозні стосунки. Але занадто об'ємний задок, як вважає героїня, все псує і заважає їй знайти чоловіка мрії. Після весілля сестри дівчині стає зовсім сумно, і вона придумує собі роман з бразильським хірургом і їде нібито до свого коханого. Але саме ця поїздка і принесе їй довгоочікуване щастя.

## Ролі
| Актор          | Роль |
| -------------- | ---- |
| Марілу Беррі   | -    |
| Мехді Неббу    | -    |
| Беранжер Кріеф | -    |
| Армель Чахбі   | -    |
| Сиріл Гуї      | -    |
| Шарлі Дюпон    | -    |
| Аліс Поль      | -    |
| Каролін Англад | -    |

## Знімальна група
- Режисер — Аньєс Обад'я
- Сценарист — Саманта Мазерас, Аньєс Обад'я
- Продюсер — Бенжамен Есс, Ромен Ройтман